# Parafia św. Męczennika Serafina (Ostroumowa) w Białej Podlaskiej
Parafia św. Męczennika Serafina (Ostroumowa) – parafia prawosławna w Białej Podlaskiej, w dekanacie Biała Podlaska diecezji lubelsko-chełmskiej.

## Historia
Parafia powstała 30 lipca 2014. Pierwszym proboszczem został ks. mitrat płk Aleksy Andrejuk (proboszcz miejscowej prawosławnej parafii wojskowej).